# Japanpapier

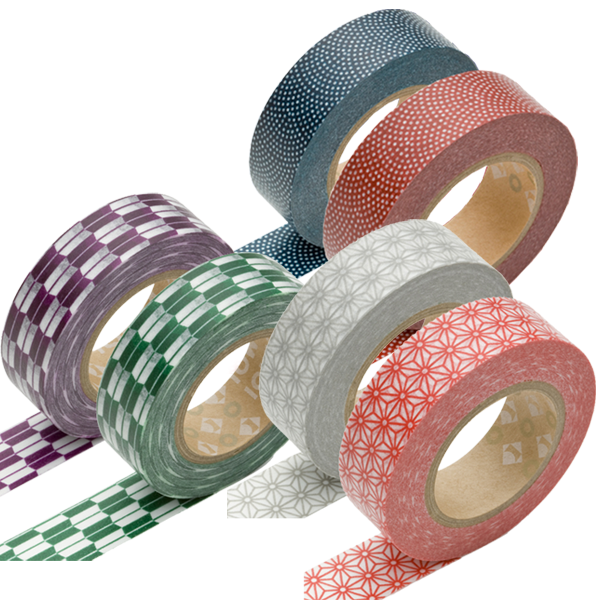
Japanisches Reispapierklebeband (Washi-Tape)

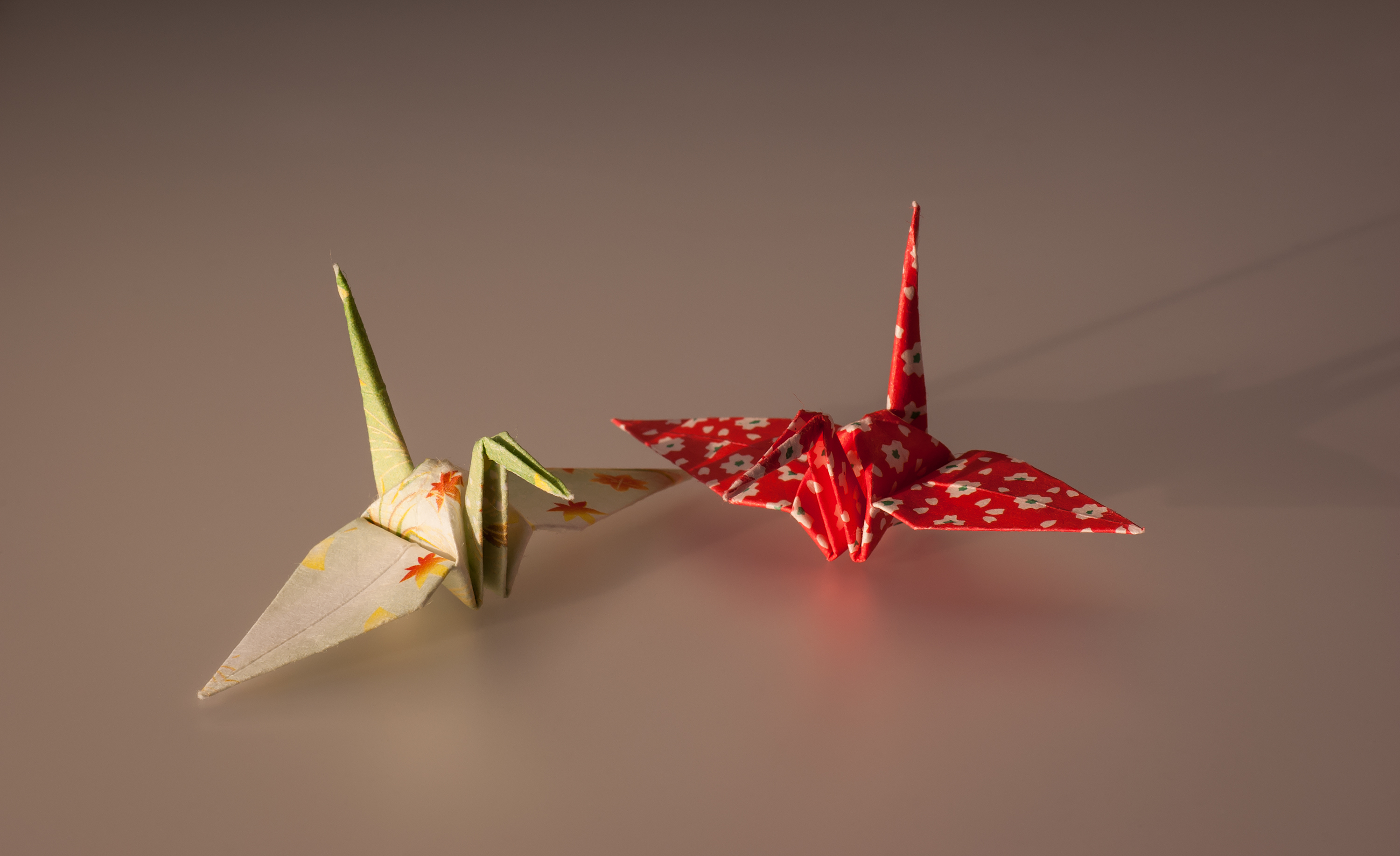
Origami-Kraniche gemacht aus washi

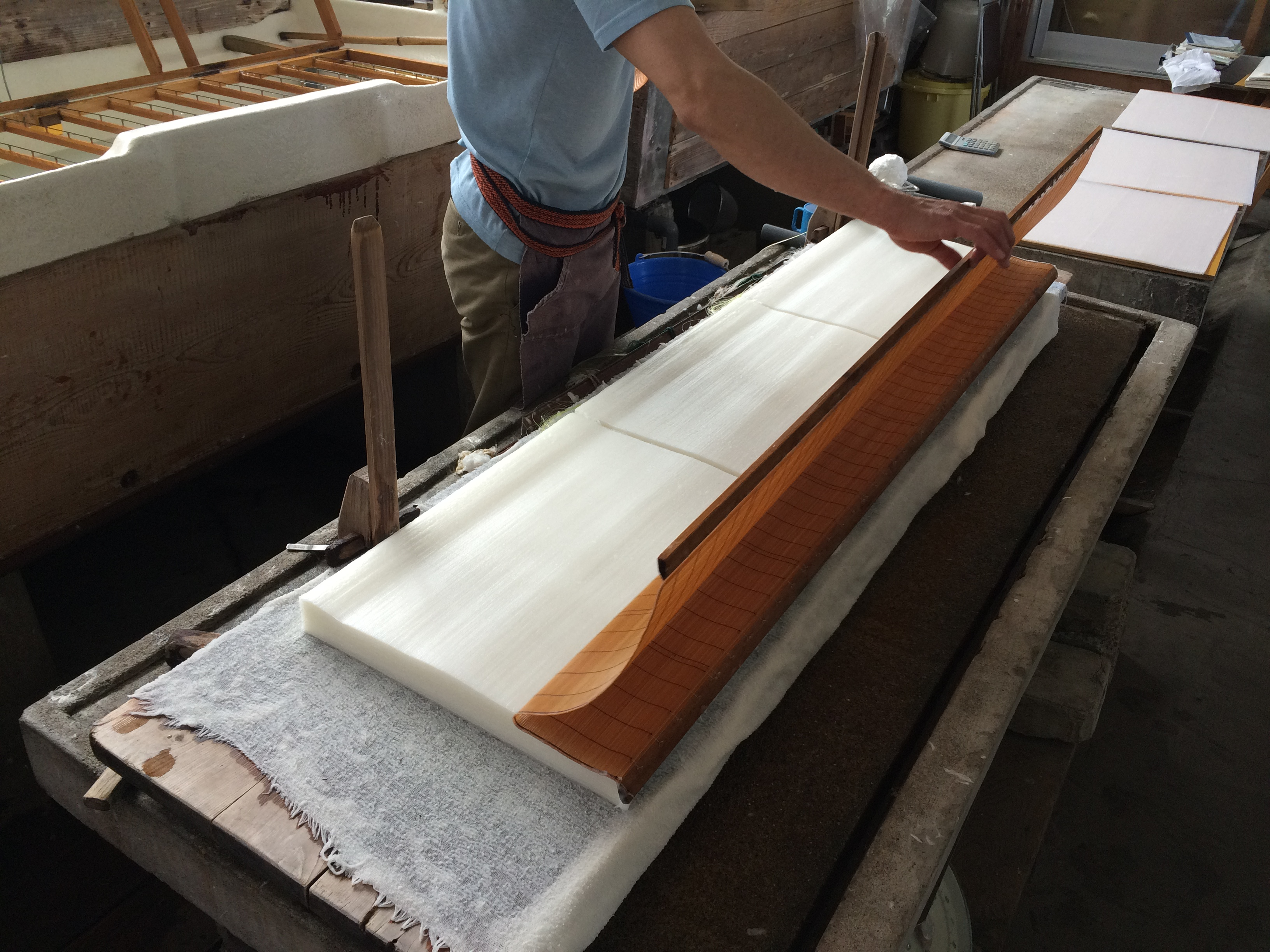
IseWashi (jap. 伊勢和紙) ist eine Art von Japanpapier, die in Ise (Präfektur Mie) produziert wird. Die Papiermühle wurde im Jahr 1899 gegründet.

Japanpapier (japanisch 和紙 washi, oder wagami) ist handgeschöpftes, durchscheinendes Papier aus Japan. Es wird auch als Reispapier bezeichnet, obwohl es nicht aus Bestandteilen von Reispflanzen besteht. Man unterscheidet folgende Arten:
- Tesuki Washi: handgemachtes Papier (Washi)
- Kikaizuki Washi: maschinell hergestelltes Papier
- Yoshi: maschinell hergestelltes Papier westlicher Art

Washi ist seit 2014 in der UNESCO-Liste des immateriellen Kulturerbes der Menschheit enthalten.

## Herstellung
Japanpapier wird aus Bastfasern von Gehölzen niedriger Wuchshöhe gewonnen. Die bekanntesten darunter sind:
- Gampi (Papierbaum)
- Kozo Papiermaulbeerbaum Broussonetia papyrifera, japanische Papiermaulbeere Broussonetia kazinoki
- Mitsumata Edgeworthia chrysantha (Syn.: Edgeworthia papyrifera)
- Yuu aus Commelina communis (Tsuyukusa)[3]

Weiter werden Kurara Sophora flavescens (Syn.:Sophora angustifolia) Fasern aus Rinde und Stielen und Asa Hanf Cannabis sativa verwendet. Auch Abacá (Manilahanf), Baumwolle, Pferdehaare, Rayon, Silber- und Goldfolien werden verwendet. Weitere sind der Muku-Baum Aphananthe aspera, Boehmeria platanifolia, die chinesische Wisteria Wisteria sinensis, die weiße Maulbeere Morus alba.
Gampi wächst nur in mildem Klima. Ihre Fasern ergeben ein beständiges Papier. Es wird immer seltener angebaut und ist dadurch auch teurer. Kozo wird häufiger angebaut. Die Papiere aus dieser Pflanze sind sehr zäh. Aus Mitsumata werden Papiere mit feiner Faserung und besonderer Weichheit hergestellt.
Kozu und Mitsumata werden im Winter geschnitten, die Stämme auf halbe Länge gebunden und die Rinde über heißem Dampf ausgelöst. Dann werden sie gewaschen und mit Alkalien (Ätznatron, Natriumcarbonat, Linden- und Holzasche) gekocht, um das Auflösen der nicht-cellulosen Materialien in den Bastfasern zu erleichtern, dann nochmals gewaschen und dann durch Schlagen oder Klopfen zerkleinert (Kokai), dann nochmals gewaschen (Kamidashi). Darum sind manche Papiersorten auch besonders widerstandsfähig. Oft werden die Fasern der genannten Sorten in verschiedenen Mischungsverhältnissen verwendet.
Zur Fasermischung können Pflanzenschleime zugegeben werden. Diese werden als Neri bezeichnet, sie werden aus verschiedenen Pflanzen gewonnen und können auch untereinander gemischt werden:
- Tororo Aoi; Maniok-Bisameibisch Abelmoschus manihot
- Nori-utsugi; Rispen-Hortensie Hydrangea paniculata
- Ginbaiso; Binan Kazura Kadsura japonica
- Aogiri; Wutong-Baum, Firmiana simplex (Syn.: Firmiana platanifolia)
- Okra Abelmoschus esculentus
- Auch Reiskleister[5]

Heute wird auch Kagaku Neri (synthetischer Neri; Polyacrylamid, Polyethylenoxid) verwendet. Auch andere pflanzliche Schleimstoffe kommen zum Einsatz.
Neri hat als Zusatz zur Papierpulpe die Aufgabe, die Fasern in der Schwebe zu halten, also am Sedimentieren zu hindern, es ist eigentlich ein Dispergiermittel. Neri ist wirkungsvoll, wenn es mit weichem Wasser wie in Japan verwendet wird, aber ist nutzlos, wenn es mit hartem Wasser benutzt wird. Ursprünglich wurde die Papierherstellung von China an Japan weitergegeben. Das war noch lange vor der Entdeckung von Neri als Dispergiermittel. Einmal entdeckt, wurde die einzigartige japanische Technik in der Heian-Periode etabliert. Nur mit Neri kann ein so dünnes Papier hergestellt werden.
Man unterscheidet also zwei Arten: Nagashi-zuki (mit Neri), produziert ein dünneres Papier, während Tame-zuki (ohne Neri), ein dickeres Papier erzeugt. Japanpapier hat eine Länge von 120 bis 150 cm.
Nachdem viel Wasser zugegeben wurde, wird der Rohstoff mit einem Bambussieb (Suketa) geschöpft. Nach ein bis zwei Minuten, und nachdem Verunreinigungen entfernt wurden, wird der nasse Bogen in Stapeln übereinander gelegt (Shito). Es erfolgt der Vorgang des Pressens, bei dem das Wasser fast komplett herausgedrückt wird, das geschieht in der Regel über Nacht. Am nächsten Tag werden die feuchten Papiere zwischen zwei größere Bretter gelegt und mit einem Kompressor gepresst, um die Feuchtigkeit zu entfernen, dann werden sie zum Trocknen gebracht.
Die gepressten Papiere werden sorgfältig aus dem Stapel entfernt und auf Holzplatten gebürstet, um auf natürliche Weise oder auf mechanischen Trocknern (dampfbeheizten Metalloberflächen) zu trocknen. Die Holzbretter der Kiefer, Rosskastanie und japanischen Zypresse werden als Trockenbretter verwendet. Das beste Holz für die Trocknung ist aus Ginkgo-Baum, da es eine glatte, ebene Oberfläche hat. Der oberste Bogen wird dann jeweils wie eine Fahne auf ein Brett gelegt und mit einer Bürste gebürstet (siehe Bilder). Deshalb ist eine Seite des Bogens glatt, die andere etwas rauer. Das Trocknungsverfahren, natürlich (Itaboshi) oder mechanisch (Joki Kansoki), beeinflusst das fertige Papier. Insbesondere wenn dickes Papier durch einen mechanischen Trockner getrocknet wird, neigt die Oberfläche des Papiers dazu, flockig und übertrocknet zu werden.
Die fertigen Papiere können mit Dosa (aus tierischem Leim und Alaun) (um die Tintenausblutung zu verhindern), Konnyaku-Pulver (Teufelszunge Amorphophallus konjac) (eine Stärke, erhöht die Nassfestigkeit) oder Kakishibu (Persimmon-Tannin, die unreifen Früchte von Kaki werden zerkleinert, entsaftet und fermentiert), behandelt werden.
Es kann auch mit chemischen oder natürlichen Farbstoffen gefärbt werden oder strukturiert werden, um Papier wie Momigami (ein zufällig zerknittertes Papier) oder Chirimen (ein kreppartig strukturiertes Papier) zu machen.
Neben der alten Tradition des Handschöpfens haben sich in Asien auch moderne Fertigungsmethoden etabliert, mit denen preiswerte Sorten hergestellt werden.
Die Technik, aus beliebigen Pflanzenfasern und Neri Papier zu erzeugen, gibt es seit mehr als 1300 Jahren. Mit dem Aufkommen von Papier aus Holzschliff in Japan, in der Meiji-Restauration (ab 1868), verlor das traditionell erzeugte Japanpapier seine Rolle als Massengut, und so wird es heute dem Kunsthandwerk zugeordnet.
Je nach Region, Herstellungsperiode und Verwendung gibt es eine spezielle Bezeichnung für das Papier. Jedes Papier hat seine speziellen Eigenheiten und Merkmale.

## Verwendung
Japanpapier findet vor allem in der traditionellen Tuschmalerei Verwendung. Es wird aber auch in vielen anderen künstlerischen Bereichen benutzt, zum Beispiel Katagami; ebenso bei der Restaurierung alter Bücher, um Lücken im Papier und Fehlstellen zu beheben bzw. auszugleichen, bei der Herstellung von japanischen Shōji-Schiebewänden sowie der Erstellung von Oshigata.

## Bilder vom Herstellungsprozess
